# Neoglyphidodon nigroris
Neoglyphidodon nigroris és una espècie de peix de la família dels pomacèntrids i de l'ordre dels perciformes.

## Morfologia
Els mascles poden assolir els 13 cm de longitud total.

## Distribució geogràfica
Es troba al Mar d'Andaman, Malàisia, Indonèsia, les Filipines, Taiwan, les Illes Ryukyu, Palau, Nova Guinea, Salomó, Vanuatu i el nord d'Austràlia.